# Diodella lippioides
Diodella lippioides là một loài thực vật có hoa trong họ Thiến thảo. Loài này được (Griseb.) Borhidi mô tả khoa học đầu tiên năm 2009.